# ماثيو دبليو. هيل
ماثيو دبليو. هيل (بالإنجليزية: Matthew W. Hill)‏ هو محامي أمريكي، ولد في 26 يونيو 1894 في بوزيمان في الولايات المتحدة، وتوفي في 28 فبراير 1989 في أولمبيا في الولايات المتحدة.